# نادي سيرو
نادي سيرو الرياضي (بالإسبانية: Club Atlético Cerro)‏، أو ببساطة سيرو، هو نادٍ أوروغوياني محترف لكرة القدم يقع في مونتيفيديو ويلعب حاليًا في الدوري الأوروغواياني الدرجة الأولى. تأسس النادي عام 1922، ويخوض مبارياته على ملعب لويس تروكولي.
يُعد ثاني أهم ديربي في الأوروغواي هو الذي يجمع بين سيرو ورامبلا جونيورز، ويُعرف باسم "كلاسيكو دي لا فيلا"، وهو يأتي في المرتبة الثانية بعد كلاسيكو الأوروغواي بين بنيارول وناسيونال.

## وصلات خارجية
- الموقع الرسمي